# ネイチャーみらい館
ネイチャーみらい館（ネイチャーみらいかん）は、沖縄県国頭郡金武町にある自然学習施設。

## 概要
2008年オープン。億首川河畔に立地し、河口付近に生い茂るマングローブなどの自然を生かした体験プログラム等を提供するほか、宿泊コテージやキャンプ場を敷地内に擁する。
金武町が進めている米軍ギンバル訓練場跡地利用の先導的事業として建設された。落成式では、儀武剛町長が「地域の特性を生かした滞在型観光で、観光産業の振興発展に大きな役割を果たす施設だ」と述べ、施設への期待を示した。
地元の青年らを中心に組織されたNPO法人雄飛ツーリズムネットワークが指定管理者として施設の運営を行っている。同法人は修学旅行生を金武町・宜野座村の民家に宿泊させる民泊事業を行っており、当施設の多目的ピロティーが修学旅行生および受け入れ民家らの集合場所にもなっている。

## 主な施設
- 管理棟：フロント・売店・視聴覚室がある
- 体験実習棟（食事会場）
- ふるさと体験交流棟
- 多目的ピロティー：バーベキューなどを行う
- 宿泊コテージ（5棟）
- キャンプ場

など

## 体験プログラム
- マングローブカヌー体験
- サイクリング＆マングローブ観察体験
- マングローブ観察
- たんぼ遊び体験
- シーカヤック体験
- シーサー色付け体験
- 島ぞうりアート彫り体験
- 三線体験

など

## 主なイベント
- 金武町たんぼフェスタ
- 金武町自然体験まつり